# Mazá de Todo o Ano
Mazá de Todo o Ano es el nombre de una variedad cultivar de manzano (Malus domestica). Esta manzana es originaria de Galicia, está cultivada en la colección de árboles frutales y banco de germoplasma de Mabegondo con el Nº 294; ejemplares procedentes de esquejes localizados en Guláns, parroquia del municipio de Ponteareas (Pontevedra).

## Sinónimos
- "Manzana Mazá de Todo o Ano",[4][5]
- "Maceira Mazá de Todo o Ano".

## Características
El manzano de la variedad 'Mazá de Todo o Ano' tiene un vigor vigoroso. Tamaño grande y porte erguido.
Época de inicio de brotación a partir del 15 de abril y de floración a partir del 15 de mayo.
Las hojas tienen una longitud del limbo de tamaño largo, con la máxima anchura del limbo es media. Longitud de las estípulas es corta y la máxima anchura de las estípulas es desconocido. Denticulación del borde del limbo es biserrado, con la forma del ápice del limbo cuspidado y la forma de la base del limbo es agudo. Con subestípulas ausentes.
Sus flores tienen una longitud de los pétalos media, con una anchura de los pétalos estrecha, disposición de los pétalos en libres entre sí, con una longitud del pedúnculo corto.
La variedad de manzana 'Mazá de Todo o Ano' tiene un fruto de tamaño medio, de forma globosa, de color bicolor, con chapa a rayas, e intensidad media. Epidermis de textura suave, con pruina en su superficie y con presencia de cera media. Sensibilidad al "russeting" (pardeamiento áspero superficial que presentan algunas variedades) muy poco sensible. Con lenticelas de tamaño grande.
Los sépalos están dispuestos de forma parcialmente replegados, y superpuestos en su base; su fosa calicina es poco profunda y de una anchura media. Pedúnculo de grosor medio y de longitud medio, siendo la cavidad peduncular de una profundidad profunda y de anchura media. Con pulpa de color blanca, cuya firmeza es intermedia y su textura es intermedia; su jugosidad es intermedia, con sabor de acidez media, y aromática.
Época de maduración y recolección a partir del 22 de octubre. 'Mazá de Todo o Ano' es una manzana que su destino es la conservación de esta variedad en el banco de germoplasma de Mabegondo como reserva genética.

## Susceptibilidades
- Oidio: no presenta
- Moteado: no presenta
- Raíces aéreas: ataque medio
- Momificado: ataque débil
- Pulgón lanígero: no presenta
- Pulgón verde: ataque medio
- Araña roja: no presenta
- Chancro del manzano: no presenta.[3]